# Suzanna Hamilton
Suzanna Hamilton (Londra, 8 febbraio 1960) è un'attrice britannica.

## Biografia
Il ruolo che le ha conferito maggiore notorietà è stato quello di Julia nel film britannico  Orwell 1984 (1984), moderno adattamento cinematografico del romanzo 1984 di George Orwell, in cui interpreta l'amante di Winston Smith, a sua volta interpretato da John Hurt. Recita spesso parti di personaggi enigmatici, che tendono a combinare l'apparenza di una tenerezza infantile e di una vulnerabilità con un accenno di provocante sessualità.
Il suo modo di fare disinibito e naturale nelle scene di nudo in 1984 fece guadagnare all'allora ventiquattrenne attrice una notorietà tale da poter essere paragonata a quella del film stesso. La Hamilton ha poi scelto di limitare i propri impegni professionali per prendersi cura del proprio figlio Lowell, nato il 5 ottobre 1993. Appare talvolta in televisione e continua a dedicarsi al teatro e al doppiaggio.

## Filmografia parziale

### Cinema
- Swallows and Amazons, regia di Claude Whatham (1974)
- Tess, regia di Roman Polański (1979)
- The Wildcats of St. Trinian's, regia di Frank Launder (1980)
- Le due facce del male (Brimstone & Treacle), regia di Richard Loncraine (1982)
- Orwell 1984 (Nineteen Eighty-Four), regia di Michael Radford (1984)
- Il mistero di Wetherby (Wetherby), regia di David Hare (1985)
- La mia Africa (Out of Africa), regia di Sydney Pollack (1985)
- Des Teufels Paradies, regia di Vadim Glowna (1987)
- Die Stimme, regia di Gustavo Graef Marino (1988)
- Tale of a Vampire, regia di Shimako Satō (1992)
- L'isola in via degli Uccelli (The Island on Bird Street), regia di Søren Kragh-Jacobsen (1997)
- My Feral Heart, regia di Jane Gull (2016)
- Servants' Quarters, regia di Paul Raschid (2016)

### Televisione
- Victorian Scandals - serie TV, episodio 1x05 (1976)
- One-Upmanship - serie TV, episodio 2x03 (1976)
- Strangers - serie TV, episodio 1x05 (1978)
- Disraeli - miniserie TV, episodio 1x03 (1978)
- One Fine Day - film TV, regia di Stephen Frears (1979) - non accreditata
- Play for Today - serie TV, episodio 10x23 (1980)